# لوبک (مین)
لوبک(به انگلیسی: Lubec) شهری در ایالت مین کشور ایالات متحده آمریکا است که جمعیت آن در سرشماری سال ۲۰۱۰ میلادی، ۳۴۹ نفر بوده‌است.

## نگارخانه

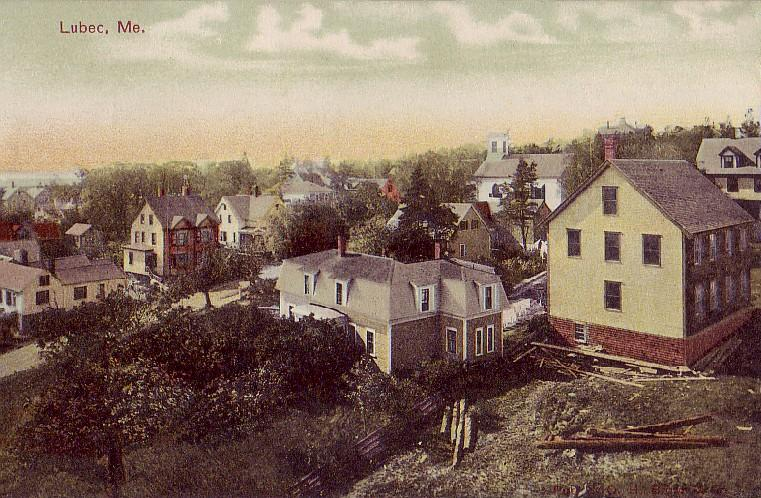
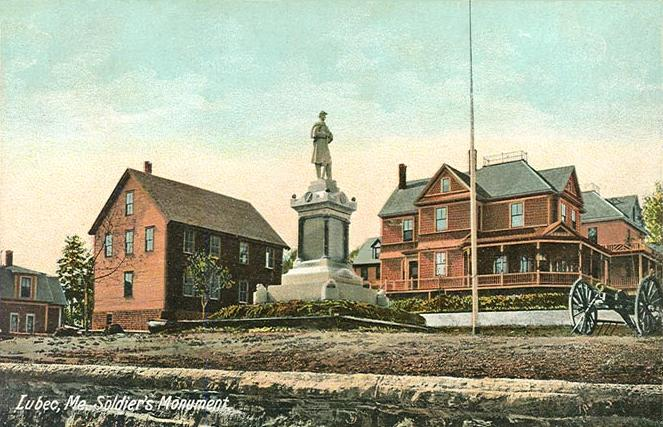
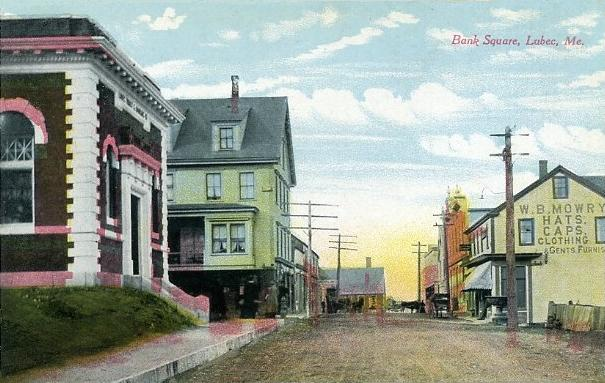
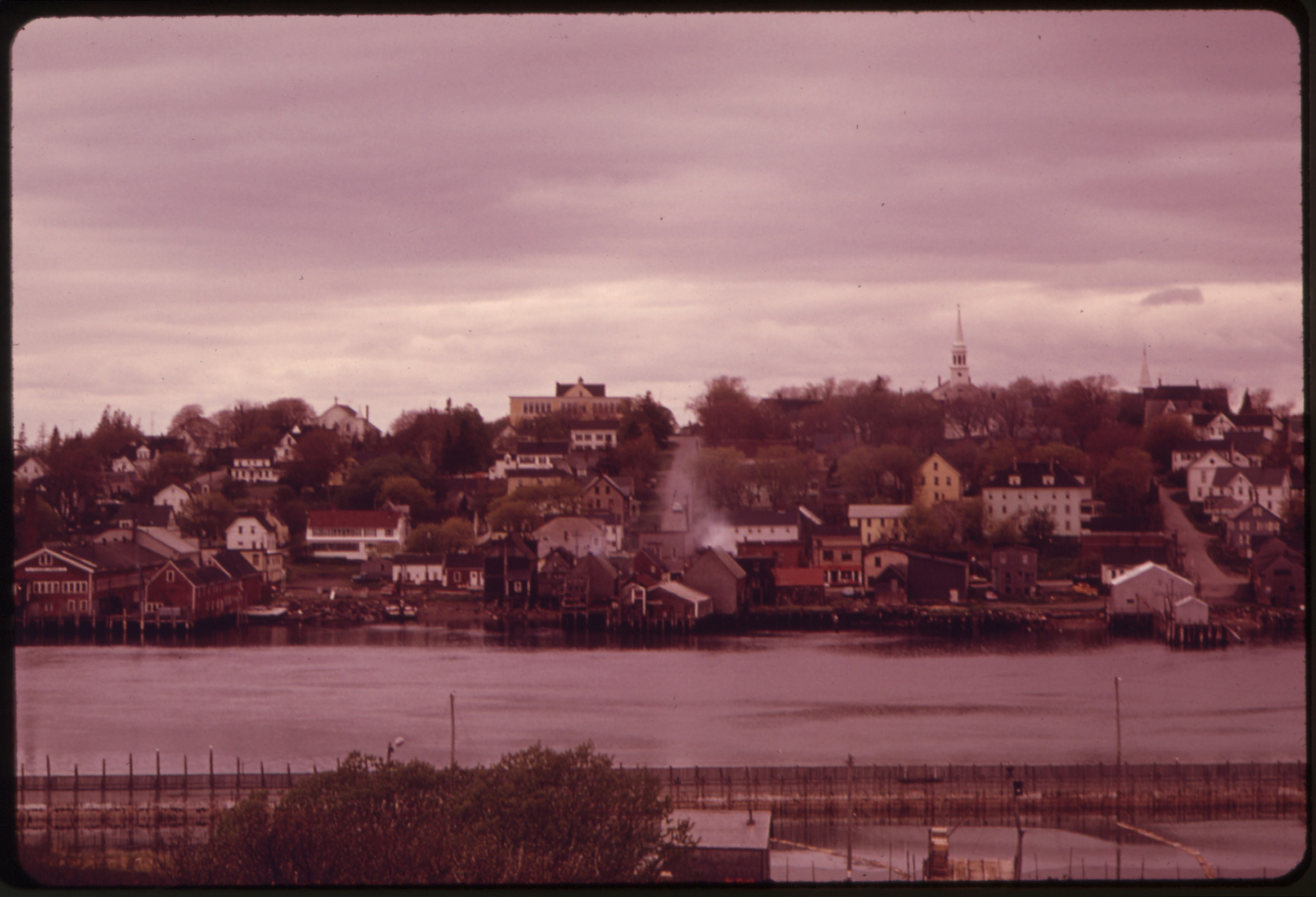